# Can Bofill (Molins de Rei)
Can Bofill és una obra de Molins de Rei (Baix Llobregat) inclosa a l'Inventari del Patrimoni Arquitectònic de Catalunya.

## Descripció
Masia tancada per un barri, de planta i pis amb coberta a dues aigües paral·leles a la façana. A la planta baixa s'obre la porta adovellada i recentment, s'ha cobert amb un porxo. El pis està format per finestres, la teulada és coberta amb teules i a la part inferior té un petit carener. Annexada a l'edifici hi ha una capella, amb façana de pedra i un campanar-mirador a la part superior, amb remat de merlets. A una de les façanes de la capella hi ha un rellotge de sol.